# Noiembrie 2019
Acest articol este generat integral pe baza informațiilor din articolul 2019 și este actualizat periodic de un robot.
 Editările făcute în articol vor fi șterse la următoarea actualizare! Dacă doriți să faceți modificări, editați articolul-sursă.

ianuarie -
februarie -
martie -
aprilie -
mai -
iunie -
iulie -
august -
septembrie -
octombrie -
noiembrie -
decembrie
Noiembrie 2019 a fost a unsprezecea lună a anului și a început într-o zi de vineri.

## Evenimente

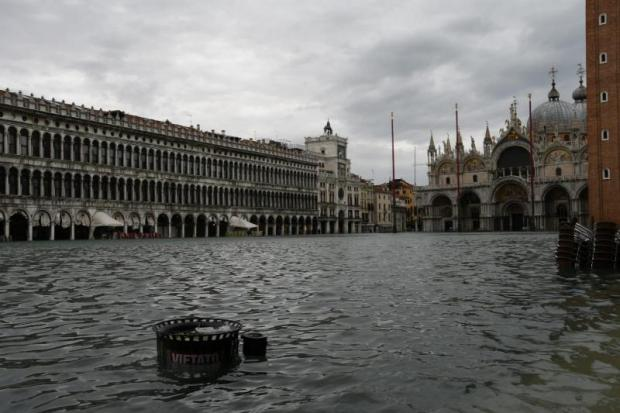
12 noiembrie: Veneția a fost inundată de cel mai ridicat flux din ultimii 50 de ani. Apa a atins un nivel maxim de 1,87 de metri, fiind a doua acqua alta din istoria venețiană, după inundația din 1966.

- 4 noiembrie: NASA anunță că a primit primul mesaj din spațiul interstelar de la nava sa spațială Voyager 2.
- 4 noiembrie: Guvernul condus de Ludovic Orban a primit votul de învestitură al Parlamentului, cu 240 de voturi pentru, în condițiile în care numărul minim de voturi necesare era 233. PSD și PRO România au boicotat ședința, însă câțiva parlamentari de la cele două partide au votat guvernul liberal.[1]
- 9 noiembrie: A 30-a aniversare de la căderea Zidului Berlinului.
- 10 noiembrie: Primul tur al alegerilor prezidențiale în România cu o prezență la vot de 51,19%. Din cei 14 candidați, Klaus Iohannis a obținut 37,82%, Viorica Dăncilă 22,26%, Dan Barna 15,02%, Mircea Diaconu 8,85%, iar Theodor Paleologu 5,72%.
- 10 noiembrie: După săptămâni de proteste împotriva fraudelor electorale, președintele bolivian Evo Morales și alți politicieni de rang înalt sunt nevoiți să demisioneze, iar senatorul de opoziție Jeanine Áñez devine președinte interimar.
- 11 noiembrie: Magistrații Curții de Apel București au declarat falimentul RADET, decizia fiind definitivă. Judecătorii CAB au respins apelurile formulate în cadrul procesului, menținând decizia luată în aprilie 2019 de Tribunalul București.[2] În același timp, fără ca regia să aibă o finanțare sigură și stabilă, a acumulat datorii de aproximativ 3,83 miliarde de lei către ELCEN, ultima companie declarată insolventă din cauza blocajului financiar.[3]
- 12 noiembrie: Veneția a fost inundată de cel mai ridicat flux din ultimii 50 de ani. Apa a atins un nivel maxim de 1,87 de metri, fiind a doua acqua alta din istoria venețiană, după inundația din 1966. Două decese sunt raportate.[4]
- 12 noiembrie: Guvernul de la Chișinău, condus de Maia Sandu, a picat în urma unei moțiuni de cenzură cu votul a 63 de deputați. Demersul a fost inițiat de Partidul Socialist (PSRM), ce făcea parte din coaliția de guvernare.
- 13 noiembrie: Președintele Republicii Moldova, Igor Dodon, îl numește pe Ion Chicu drept prim-ministru.
- 14 noiembrie: Parlamentul Republicii Moldova îl aprobă pe Chicu cu 62 voturi cu un guvern, inclusiv Aureliu Ciocoi, în calitate de ministru de Externe, Victor Gaiciuc în calitate de ministru al Apărării, Pavel Voicu în calitate de ministru de Interne și Sergiu Pușcuță în funcția de ministru al Finanțelor. Guvernul este ales în aceeași zi.
- 19 noiembrie: Google intră pe piața jocurilor video odată cu lansarea Google Stadia.
- 20 noiembrie: Prințul Andrew, Duce de York, al doilea fiu al reginei Elisabeta a II-a, se retrage din toate atribuțiile publice în urma acuzațiilor de viol, afirmând că asocierea sa cu miliardarul american Jeffrey Epstein care s-a sinucis în contextul în care era inculpat pentru agresiuni sexuale, a cauzat perturbări majore în activitatea familiei regale.[5]

- 21 noiembrie: Primul ministru al Israelului, Benjamin Netanyahu, este acuzat oficial de procurorul general Avichai Mandelblit de luare de mită și abuz de încredere, în trei dosare penale. Netanyahu susține că acuzațiile fac parte dintr-o „vânătoare de vrăjitoare” politică împotriva sa.[6]
- 23 noiembrie: A murit ultimul rinocer de Sumatra cunoscut din Malaezia.[7]
- 24 noiembrie: Avionul unei companii private Busy Bee s-a prăbușit la scurt timp după decolare într-o zonă dens populată din orașul Goma, în estul Republicii Congo, ucigând toate cele 19 persoane aflate la bord și cel puțin încă 10 pe teren.[8]
- 24 noiembrie: Președintele Klaus Iohannis a câștigat al doilea mandat de președinte al României cu 66,09%, în turul al doilea al alegerilor prezidențiale, iar reprezentantul PSD, Viorica Dăncilă, a obținut 33,91%. Prezența la vot a fost de 54,86%.
- 26 noiembrie: 50 de persoane au fost ucise și alte peste 900 rănite într-un cutremur cu magnitudinea de 6.4 în nord-vestul Albaniei. Este cel mai puternic cutremur care a lovit Albania în ultimii 40 de ani. [9]
- 27 noiembrie: Parlamentul European confirmă Comisia von der Leyen, care își va începe mandatul de cinci ani la 1 decembrie.

## Decese
- 2 noiembrie: Leo Iorga, 54 ani, cântăreț profesionist român (n. 1964)
- 2 noiembrie: Marie Laforêt (n. Maïtena Marie Brigitte Douménach), 80 ani, cântăreață și actriță franceză de film (n. 1939)
- 3 noiembrie: Sorin Frunzăverde, 59 ani, politician român (n. 1960)
- 4 noiembrie: Ion Dediu, 85 ani, biolog și specialist în ecologie din R. Moldova (n. 1934)
- 5 noiembrie: Eleonora Romanescu, 93 ani, artistă plastică din R. Moldova (n. 1926)
- 5 noiembrie: Larion Serghei, 67 ani, caiacist român (n. 1952)
- 5 noiembrie: Lucian Vințan, 57 ani, inginer român (n. 1962)
- 12 noiembrie: Mitsuhisa Taguchi, 64 ani, fotbalist japonez (portar), (n. 1955)
- 14 noiembrie: Petru Ciubotaru, 80 ani, actor român de teatru și film (n. 1939)
- 14 noiembrie: Branko Lustig, 87 ani, actor croat și producător de film (n. 1932)
- 15 noiembrie: Vladimir Hotineanu, 69 ani, medic chirurg, doctor habilitat în științe medicale și politician din R. Moldova, deputat (2009–2019), (n. 1950)
- 16 noiembrie: Vojtěch Jasný, 94 ani, regizor și scenarist ceh (n. 1925)
- 16 noiembrie: Bogdan Nicolae Niculescu Duvăz, 69 ani, deputat român (n. 1949)
- 19 noiembrie: Victor Eskenasy (Victor Filip Eskenasy, Victor Moroșan), 69 ani, arheolog român și istoric medievist, ziarist, redactor la Radio Europa Liberă din 1988 (n. 1950)
- 20 noiembrie: Dorel Zugrăvescu, 88 ani, inginer geofizician român (n. 1930)
- 23 noiembrie: Marilyn Farquhar, 91 ani, biolog și patolog american (n. 1928)
- 24 noiembrie: Carol Corfanta, 84 ani, regizor român (n. 1935)
- 24 noiembrie: Mihail Guboglo, 81 ani, sociolog rus (n. 1938)
- 26 noiembrie: Köbi Kuhn (Jakob Kuhn), 76 ani, fotbalist și antrenor elvețian (n. 1943)
- 26 noiembrie: Oana Manolescu, 78 ani, deputat român (1996-2016), (n. 1941)
- 29 noiembrie: Yasuhiro Nakasone, 101 ani, om politic japonez, al 45-lea prim-ministru al Japoniei (1982-1987), (n. 1918)
- 30 noiembrie: Mariss Jansons (Mariss Ivars Georgs Jansons), 76 ani, dirijor leton (n. 1943)